# Filandorra
La Filandorra es una mascarada invernal que se celebra el 26 de diciembre en el municipio español de Ferreras de Arriba (Zamora Castilla y León). En la comarca de La Carballeda.

## Origen y tradición
Después de pedir permiso al señor cura y al alcalde a la salida de misa para comenzar su recorrido y una vez  autorizados por éstos, comienza la "representación" de estos cuatro personajes: Fiandorra, Diablo, Madama y Galán. Dos feos y dos guapos, dos malos y dos buenos.
Los cuatro personajes de la obisparra se dirigen calle por calle y casa por casa a felicitar las fiestas a los ferrachos. 
En cada casa se adentran en primer lugar los feos, simbolizando el peligro por la entrada del mal en la morada de cada vecino. Después entran los guapos.
Al salir, salen primero los feos y a continuación los guapos, simbolizando la derrota del mal y el triunfo del bien sobre éste.
A las familias de las viviendas que hayan sufrido un fallecimiento a lo largo del año, se debe (según la tradición) entrar con los cencerros tapados para no producir ruido, en señal de respeto.
Al recorrer las casas o si tropiezas con ellos en la calle  y una vez dado el donativo económico que te pide, te embadurnan la cara con un tizón, siendo una señal de que ya has colaborado, es conveniente no quitarse la marca mientras estés en la calle porque de lo contrario te volverán a exigir su pago. El lado más alegre y divertido de estas fiestas es que durante todo el recorrido que efectúan estos personajes por el pueblo son perseguidos por niños y personas jóvenes que les provocan. Cuando alguno de ellos es cogido por alguno de los personajes, le golpean y les bailan, al son de las castañuelas de la Madama y el Galán y al sonido de los cencerros de la Filandorra y el Diablo.*
La lucha entre el bien y el mal como leit motiv de esta fiesta ancestral volvía a quedar reflejada en tiempos pasados, cuando al finalizar el día, tenía lugar una lucha teatralizada entre los dos personajes varones de la Filandorra, el Galán representando al bien, y el Diablo haciendo lo propio con el mal. El acto finalizaba con el triunfo del Galán, del bien. Esta lucha ya no se realiza desde hace mucho tiempo.

## Vestimentas
- La Filandorra: vestido rojo y negro del que van cosidas innumerables tiras de colores, un gorro ancho y negro, mantilla negra, una media roja y otra blanca, en la espalda 7 cencerros (que se creen que representa los pecados capitales), lleva la cara manchada y las manos de negro y sus armas es un cinto con el que pega y un curacha o tizón con el que marca (encisca) la cara a las personas.
- El Diablo:pantalones holgados con una raya roja, camisola, cencerros, normalmente 3 con sonido mucho más grave que los que lleva la filandorra, y una máscara de macho cabrío. Antiguamente también llevaba unas largas tenazas para sujetar a las personas. Su arma, es un cinto.
- La Madama: lleva una falda gruesa o manteo de lana con mucho vuelo, un mandil, camisola blanca y un chal de lana, en la barbilla lleva un pañuelo merino. Las armas, son un par de castañuelas que van haciendo sonar y que te golpean en la cabeza cuando no quieres colaborar.
- El Galán: va con pantalón, un pañuelo en la cintura, camisa blanca y chaleco, a la vez que un sombrero, cubierto por un pañuelo de ramo, del que cuelgan unas cintas de colores, parecidas a las de la filandorra. Sus armas son como las de la madama, unas castañuelas, normalmente el golpe de la madama y el galán suele doler más que los cintazos de la filandorra y el diablo.*